# Archivista

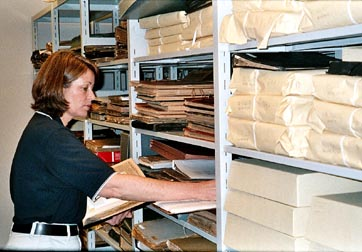
Una archivista durante la ricognizione di materiali non classificati. La ricognizione è propedeutica alla determinazione delle priorità di tutela e conservazione prima della sistemazione e della descrizione dei materiali archivistici.

Un archivista è una persona addetta alle attività di ordinamento e gestione di un archivio, sia pubblico che privato o ecclesiastico.
Professionalmente può essere alle dipendenze di una pubblica amministrazione (un ente pubblico, per esempio) o di un'azienda che, per ragioni sostanzialmente commerciali, fiscali o di inventario, decida di tenere una lista ragionata delle transazioni e/o dei contratti stipulati con la clientela. Si occupa del Protocollo in entrata e in uscita, della classificazione dei documenti, della fascicolazione e dell'inventariazione.
In Italia esiste anche la figura dell'archivista come libero professionista: egli opera in tutti i settori merceologici e nelle situazioni più diverse, spesso con un rapporto di lavoro ad interim o definito in un contratto a progetto, per riordino di archivi. Esistono cooperative, società, studi associati di archivisti.
La formazione: laurea in archivistica o diploma di archivistica, paleografia e diplomatica conseguibile tramite un corso biennale, a numero chiuso, presso gli Archivi di Stato. L'associazione di categoria è l'«Associazione Nazionale Archivistica Italiana» (ANAI).
La parte più qualificante del lavoro dell'archivista consiste nell'ordinamento dei documenti e nella formazione di un inventario, vale a dire di uno strumento ragionato per agevolare la ricerca di chi, a vario titolo, accede agli archivi. Esso comporta l'esecuzione di delicate operazioni in conseguenza delle quali i diversi documenti sono posti in connessione tra loro.
Il lavoro archivistico viene eseguito dalle Soprintendenze Archivistiche competenti per territorialità.
L'archivio non è una biblioteca, ma è un insieme di documenti prodotti e ricevuti da uno stesso soggetto (ente, famiglia, azienda...). Ogni documento di un archivio è legato all'altro dal vincolo archivistico e il riordino deve rispettare la formazione dell'archivio stesso.
Accade che, in particolari situazioni, l'archivista possa sconfinare dal proprio ambito professionale, trasformandosi in storiografo: se i documenti archiviati lo consentono, come quelli degli Archivi di Stato, l'archivista può proporsi, attraverso la pubblicazione di particolari documenti, come organizzatore di mostre documentarie e di eventi culturali aventi come fine la valorizzazione del patrimonio archivistico.

## Descrizione
Come ha scritto Richard Pearce-Moses:
Gli archivisti conservano documenti che hanno un valore duraturo come ricordi affidabili del passato e aiutano le persone a trovare e comprendere le informazioni di cui hanno bisogno in tali documenti. 
Determinare quali documenti abbiano un valore duraturo può essere difficile. Gli archivisti devono anche selezionare i documenti sufficientemente preziosi da giustificare i costi di archiviazione e conservazione, oltre alle spese ad alta intensità di manodopera di sistemazione, descrizione e servizio di consultazione. La teoria e il lavoro accademico alla base delle pratiche archivistiche sono chiamati "scienza archivistica".
Le occupazioni correlate più comuni sono bibliotecari, curatori di musei e gestori di archivi. La professione dell'archivista è distinta da quella del bibliotecario. Le due professioni hanno corsi di formazione separati, aderiscono a principi separati e distinti e sono rappresentate da organizzazioni professionali separate. In generale, il bibliotecario tende a occuparsi di media pubblicati (dove i metadati, come autore, titolo e data di pubblicazione, possono essere facilmente evidenti e possono essere presentati in forma standardizzata), mentre l’archivista si occupa di media inediti (che hanno sfide diverse, come i metadati che non sono sempre immediatamente evidenti, contengono complicazioni e varietà e dipendono più probabilmente dalla provenienza). La Society of American Archivists (SAA) rileva inoltre che mentre entrambe le professioni conservano, raccolgono e rendono accessibili i materiali, i bibliotecari possono spesso ottenere "nuove copie di libri logori o perduti", mentre i documenti nelle collezioni d'archivio sono unici e insostituibili. La SAA distingue ulteriormente le biblioteche e gli archivi in base ai materiali che conservano e al modo in cui vi accedono gli utenti.
Dato che i documenti d'archivio sono spesso unici, gli archivisti possono preoccuparsi tanto della conservazione e della custodia del supporto informativo (cioè il documento fisico) quanto del suo contenuto informativo. In questo senso, l’archivista può avere più cose in comune con il curatore del museo piuttosto che con il bibliotecario. La SAA afferma che i curatori dei musei e gli archivisti a volte si sovrappongono nei loro compiti, ma che i curatori spesso raccolgono e interpretano oggetti tridimensionali, mentre gli archivisti si occupano di documenti cartacei, elettronici o audiovisivi. Le selezioni d'archivio sono infatti talvolta esposte nei musei.
Anche la professione di archivista viene spesso distinta da quella di gestore di documenti, anche se in questo caso la distinzione è meno assoluta: l'archivista si occupa prevalentemente di documenti ritenuti meritevoli di conservazione permanente, mentre il gestore di documenti si occupa maggiormente di documenti di attuale importanza amministrativa.
La SAA rileva inoltre che storici e archivisti hanno una partnership di lunga data, poiché gli archivisti preservano, identificano e rendono accessibili i documenti, mentre gli storici li utilizzano per le loro ricerche.

## Mansioni e ambiente di lavoro

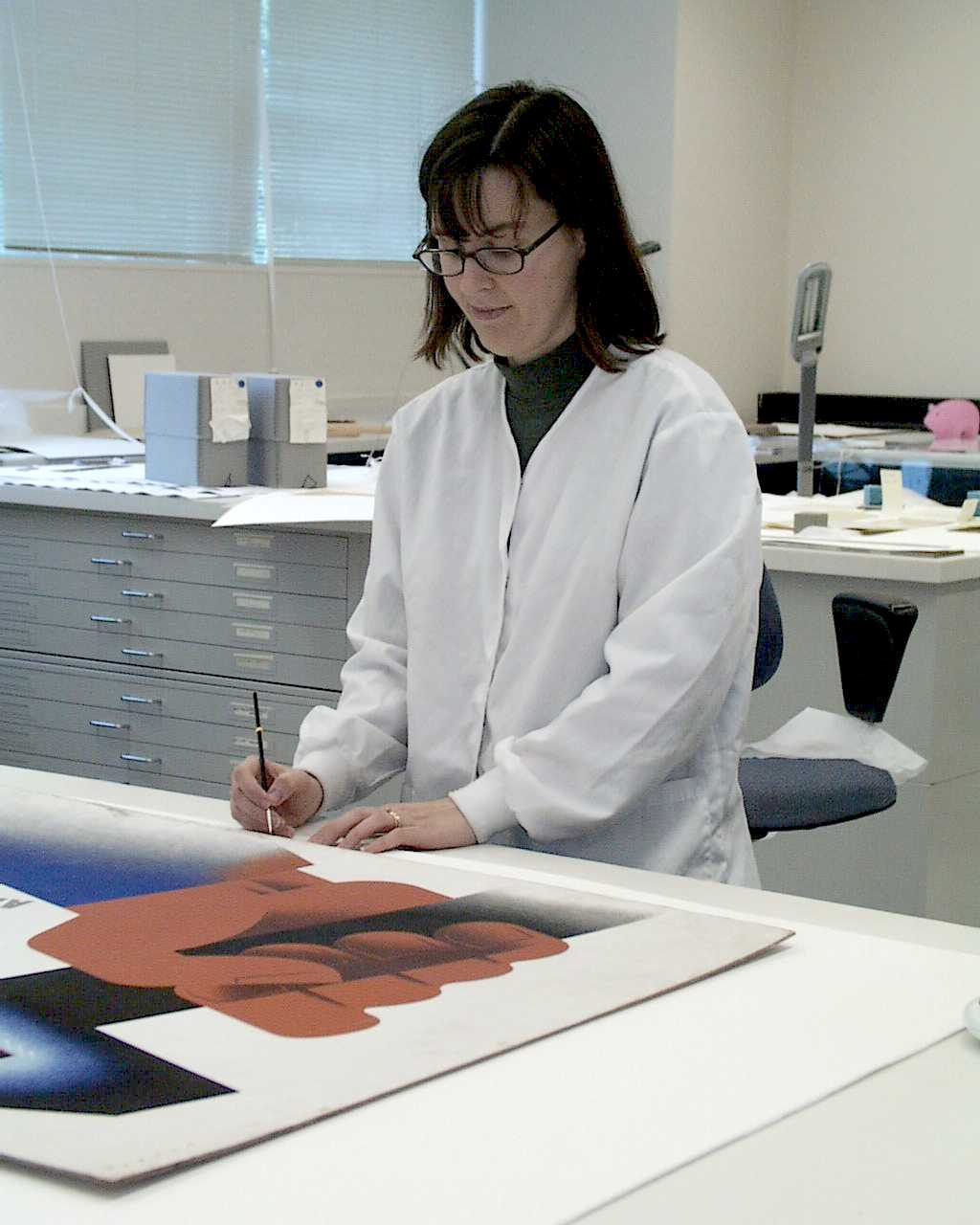
Un laboratorio di conservazione con una archivista al lavoro

I compiti degli archivisti includono l'acquisizione e la valutazione di nuove collezioni, l'organizzazione e la descrizione dei documenti, la fornitura di servizi di consultazione e la conservazione dei materiali. Nell'organizzare i documenti, gli archivisti applicano due principi importanti: provenienza e ordine originale. La provenienza si riferisce alla creazione di documenti e al mantenimento di documenti diversi separati per mantenere il contesto. Molte entità creano documenti, inclusi governi, aziende, università e individui. L'ordine originale viene applicato mantenendo i record nell'ordine stabilito e gestito dal/i creatore/i. Sia la provenienza che l'ordine originarle sono strettamente legati al concetto di "respect des fonds", secondo il quale i documenti di un determinato ente non dovrebbero essere mescolati con i documenti di un altro ente.
Ci sono due aspetti dell'organizzazione: intellettuale e fisica. Entrambi gli aspetti seguono il principio dell'ordine originarle. Gli archivisti elaborano fisicamente i documenti inserendoli in cartelle e scatole prive di acidi per garantirne la sopravvivenza a lungo termine. Inoltre elaborano i documenti intellettualmente, determinando in cosa consistono i documenti, come sono organizzati e quali eventuali strumenti di ricerca devono essere creati. Gli aiuti alla ricerca possono essere elenchi di riquadri, inventari descrittivi o indici. Anche se la disposizione originale non è chiara o non aiuta in termini di accesso alla collezione, raramente viene riorganizzata in qualcosa che abbia più senso. Questo perché preservare l'ordine originale mostra come funzionava il creatore dei documenti, perché i documenti furono creati e come li organizzarono. Inoltre, la provenienza e l'autenticità dei documenti potrebbero andare perdute. Tuttavia, l'ordine originale non è sempre il modo migliore per mantenere alcune collezioni e gli archivisti devono utilizzare la propria esperienza e le migliori pratiche attuali per determinare il modo corretto di preservare le raccolte di supporti misti o quelle prive di una chiara disposizione originale.
Il lavoro degli archivisti comprende una serie di decisioni etiche che possono essere suddivise in tre aree ampie e interconnesse: requisiti legali; standard professionali; e responsabilità nei confronti della società nella selezione e conservazione dei materiali documentari che fungono da fonte primaria di conoscenza e influenzano la memoria e l'identità collettive. Nel gestire i conflitti etici che emergono nel loro lavoro, gli archivisti sono guidati da codici etici. La Society of American Archivists ha adottato per la prima volta un codice etico nel 1980; il Consiglio internazionale degli archivi ne ha adottato uno nel 1996.
Oltre al loro lavoro di organizzazione e cura delle collezioni, gli archivisti assistono gli utenti nell'interpretazione dei materiali e nella risposta alle domande. Questo lavoro di riferimento può essere una piccola parte del lavoro di un archivista in un'organizzazione più piccola, o consistere nella maggior parte della sua occupazione in un archivio più grande dove possono essere delineati ruoli specifici (come archivista elaborante e archivista di riferimento).
Gli archivisti lavorano per una varietà di organizzazioni, tra cui agenzie governative, autorità locali, musei, ospedali, società storiche, aziende, enti di beneficenza, aziende, college e università, parchi nazionali e siti storici e qualsiasi istituzione i cui documenti possano essere potenzialmente preziosi per i ricercatori, espositori, genealogisti o altri. Possono lavorare anche su collezioni di una famiglia numerosa o addirittura di un individuo.
Gli archivisti sono spesso anche educatori; non è insolito che un archivista impiegato presso un'università o un college tenga conferenze su un argomento relativo alla sua collezione. Gli archivisti impiegati presso istituzioni culturali o per enti locali spesso progettano programmi educativi o di sensibilizzazione per promuovere la capacità degli utenti degli archivi di comprendere e accedere alle informazioni nelle loro collezioni. Ciò potrebbe includere attività varie come mostre, eventi promozionali, coinvolgimento della comunità o persino copertura mediatica.
L’avvento della Encoded Archival Description (EAD), insieme alla crescente domanda di materiali da rendere disponibili online, ha richiesto agli archivisti di diventare più esperti di tecnologia negli ultimi dieci anni. Molti archivisti stanno ora acquisendo competenze di base sull'XML per poter mettere a disposizione dei ricercatori on-line i propri strumenti di ricerca.

## Competenze

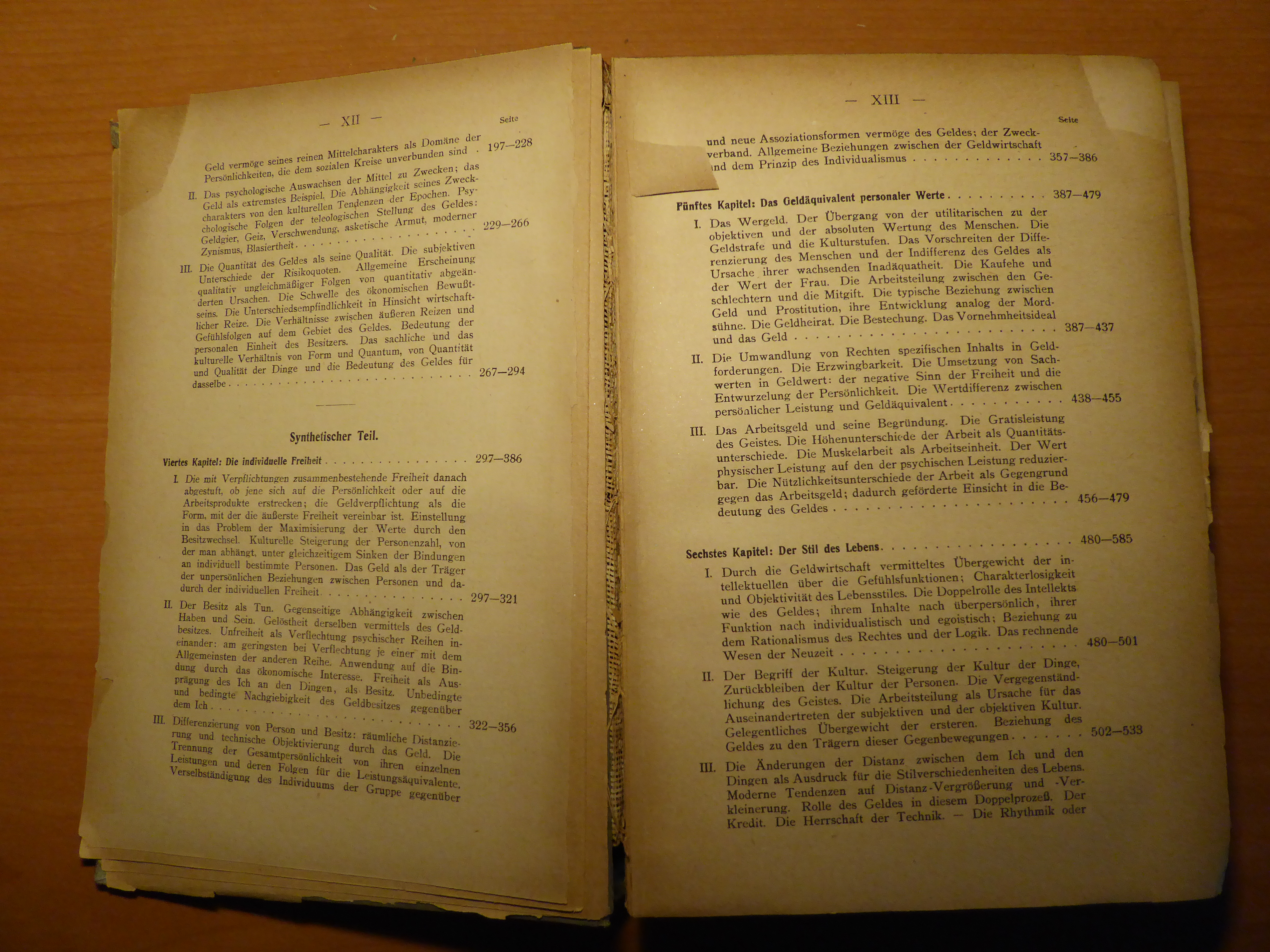
Un libro stampato nel 1920 su carta acida, visibilmente degradato

Per effetto della natura diversificata del lavoro all’interno delle diverse organizzazioni e ambienti di lavoro, gli archivisti devono possedere un’ampia gamma di competenze:
- Coloro che lavorano in posizioni di riferimento e orientate all'accesso dovrebbero avere buone capacità di servizio al cliente, per aiutare gli utenti nelle loro ricerche[23].
- Una conoscenza di base della conservazione è necessaria per contribuire a prolungare la vita dei manufatti culturali. Molti tipi di supporti (come fotografie, carta acida e processi di copia instabili) possono deteriorarsi se non conservati e mantenuti correttamente[24].  La "carta acida" è una carta prodotta utilizzando sostanze acide[25]. Ampiamente utilizzata a partire dalla metà del XIX secolo, le sue pagine diventano gialle nel giro di anni, estremamente fragili nel corso dei decenni e infine illeggibili nelle collezioni di biblioteche e archivi destinate a preservarle[26]. Questo processo è stato chiamato “fuoco lento”[27].
- Sebbene molte collezioni archivistiche siano costituite esclusivamente da documenti cartacei, sempre più archivisti devono affrontare le nuove sfide poste dalla conservazione dei documenti elettronici, quindi devono essere lungimiranti e tecnologicamente competenti[28].

## Preparazione educativa
La preparazione educativa degli archivisti varia da paese a paese.

### Australia
L'Australian Society of Archivists è l'organismo professionale degli archivisti ed è responsabile dell'accreditamento dei vari corsi universitari. La prima università a offrire formazione archivistica è stata l'Università del Nuovo Galles del Sud, a partire dal 1973. Il corso si è concluso nel 2000.
A partire dal 2017, i corsi sono offerti presso la Curtin University, la Charles Sturt University, la Monash University e la University of South Australia a livello universitario e post-laurea. Il corso presso la Edith Cowan University è in fase di eliminazione.

### Brasile
La professione è regolamentata dal 1978.
Molte università in Brasile, come l'Università Federale di Santa Maria (UFSM), l'Università Federale di Espírito Santo (UFES), l'Università Federale di Amazonas (UFAM) e altre tredici università, offrono la laurea in "archivistica".

### Canada
Ci sono varie istituzioni che offrono una laurea in scienze archivistiche. Una di queste istituzioni è l'Università della British Columbia.

### Colombia
Il Servicio Nacional de Aprendizaje – SENA – in collaborazione formativa con il Tecnológico de Antioquia offre un diploma in scienze archivistiche.

### Francia
In Francia, la più antica scuola di archivistica è l'École des chartes, fondata nel 1821. Questa prestigiosa grande école (letteralmente "grande scuola") offre un diploma in "Archivista-Paleografia", creato nel 1849, dopo un percorso triennale. Molti laureati diventano curatori in archivi, musei e biblioteche o diventano ricercatori nelle università.
Alcune università, come l'Università di Angers, l'Università Jean Moulin di Lione 3, e l'Università di Versailles Saint-Quentin-en-Yvelines, offrono un master in archivistica, mentre la Borgogna ha un corso per la laurea in storia incentrato sugli archivi dell'Europa del XX e XXI secolo.

### Irlanda
Nella Repubblica d'Irlanda, la School of History dell'University College Dublin (UCD) offre un Master of Arts in Archives and Records Management, fornendo l'unico corso riconosciuto in Irlanda per la formazione di archivisti professionisti, accreditato dalla Archives and Records Association. L'UCD offre anche diplomi nella gestione degli archivi e nella gestione dei documenti.

### Nuova Zelanda
La Victoria University di Wellington è l'unica istituzione terziaria in Nuova Zelanda che offre corsi di archiviazione post-laurea. Le qualifiche di Victoria Information Studies con l'approvazione dell'ARCR sono state riconosciute da Records and Information Management Professionals Australasia. L'Open Polytechnic of New Zealand ha un corso universitario in gestione degli archivi.

### Regno Unito
Nel Regno Unito ci sono corsi post-laurea in amministrazione o gestione degli archivi presso l'Università di Aberystwyth, l'University College di Dublino, l'Università di Dundee, l'Università di Glasgow, l'Università di Liverpool e l'University College di Londra che sono riconosciuti dall'Archives and Records Association (Regno Unito e Irlanda). Si prevede che gli studenti abbiano maturato un'esperienza lavorativa retribuita o volontaria prima di ottenere un posto nei corsi del Regno Unito, mentre la certificazione professionale (dopo la qualificazione) può essere perseguita tramite il programma di registrazione offerto dall'Archives and Records Association.

### Stati Uniti
I tipi più comuni di diplomi avanzati posseduti dagli archivisti sono in scienze archivistiche, storia pubblica, storia, "biblioteconomia e scienza dell'informazione" (Library and information science - LIS). È anche possibile per gli archivisti conseguire un dottorato in quest'ultima disciplina. Gli archivisti con un dottorato di ricerca lavorano spesso come docenti, presidi o direttori di programmi di archiviazione. Nel 2002, la Society of American Archivists ha pubblicato le Linee guida per un programma di laurea in studi archivistici; promuove e diffonde inoltre un codice etico, che ha subito diverse revisioni da quando è stato adottato per la prima volta nel 1980.
L'Academy of Certified Archivists offre formazione archivistica supplementare mediante un programma di certificazione. Quando fu istituita per la prima volta nel 1989, alcuni critici della certificazione ACA si opposero alle sue quote associative annuali, alla natura teorica rispetto a quella pratica dei suoi test e alla necessità per i membri di ricertificarsi ogni cinque anni. Tuttavia, nei decenni successivi, si è convenuto che tali requisiti sono paragonabili ai programmi di certificazione di altre professioni e che la certificazione rafforza gli standard professionali e le competenze individuali. Sebbene alcune posizioni negli archivi richiedano la certificazione e molti datori di lavoro considerino la certificazione come preferita, non è richiesta da tutti i datori di lavoro negli Stati Uniti. Nel 2016 sono stati certificati dall'ACA oltre 1.200 archivisti circa.
Uno studio sulle donne nelle professioni d'archivio ha dettagliato il Committee on the Status of Women nel contesto politico, sociale e culturale del femminismo e il suo effetto duraturo sul campo.

## Organizzazioni professionali e formazione continua
Molti archivisti appartengono a un'organizzazione professionale, come la Society of American Archivists, l'Association of Canadian Archivists, l'Archives and Records Association (Regno Unito/Irlanda), il Colombian College of Archivists - CCA e l'Australian Society of Archivists, come un numero qualsiasi di associazioni locali o regionali. Queste organizzazioni spesso forniscono opportunità di formazione continua ai propri membri e ad altri professionisti interessati. Oltre ai diplomi formali e/o agli apprendistati, molti archivisti prendono parte a opportunità di formazione continua disponibili attraverso associazioni professionali e programmi di scuole di biblioteca. Le nuove scoperte nel campo della conservazione dei media e delle tecnologie emergenti richiedono una formazione continua come parte del lavoro di un archivista per rimanere aggiornato nella professione.

## Storia della professione
I primi predecessori della scienza archivistica in Occidente sono i manuali di Jacob von Rammingen del 1571 e il De Archivis libris singularis di Baldassarre Bonifacio del 1632.
Nel 1883, l'archivista francese Gabriel Richou pubblicò il primo testo occidentale sulla teoria archivistica, intitolato Traité théorique et pratique des archives publiques (Trattato di teoria e pratica degli archivi pubblici), in cui sistematizzò la teoria archivistica del rispetto dei fondi, dapprima pubblicato da Natalis de Wailly nel 1841.
Nel 1898, tre archivisti olandesi, Samuel Muller, Johan Feith e Robert Fruin, pubblicarono il Handleiding voor het ordenen en beschrijven van archieven (Manuale per l'organizzazione e la descrizione degli archivi). Prodotto per l'Associazione Olandese degli Archivisti, stabilisce cento regole su cui gli archivisti possono basare il loro lavoro. In particolare, all’interno di queste regole, il principio di preservare la provenienza e l’ordine originale è stato inizialmente sostenuto come tratto essenziale dell’organizzazione e della descrizione archivistica.
Nel 1956, TR Schellenberg, noto come il "padre della valutazione archivistica americana", pubblicò Modern Archives. Il lavoro di Schellenberg doveva essere un libro di testo accademico che definisse la metodologia archivistica e fornisse agli archivisti istruzioni tecniche specifiche sul flusso di lavoro e sulla disposizione. Allontanandosi dall'approccio organico e passivo di Jenkinson all'acquisizione archivistica, dove l'amministratore decideva cosa tenere e cosa distruggere, Schellenberg sosteneva un approccio più attivo da parte degli archivisti alla valutazione. Il suo modello di valore primario (amministrativo) e secondario (ricerca) per la gestione e la valutazione dei documenti e degli archivi ha consentito agli archivisti governativi un maggiore controllo sull'afflusso di materiale che hanno dovuto affrontare dopo la seconda guerra mondiale. Come risultato della diffusa adozione dei metodi di Schellenberg, soprattutto negli Stati Uniti d'America, è nato il moderno Records Management come disciplina separata ma correlata.
Nel 1972 Ernst Posner pubblicò Archivi nel mondo antico. Il lavoro di Posner sottolineava che gli archivi non erano invenzioni nuove, ma erano esistiti in molte società diverse nel corso della storia documentata. A causa del suo ruolo nello sviluppo della teoria e della pratica archivistica americana, a volte veniva chiamato "il decano degli archivisti americani". Norton promosse l'istituzione degli archivi come professione separata dalla storia o dalla biblioteconomia e sviluppò la tradizione archivistica americana per enfatizzare un amministratore/archivista piuttosto che uno storico/archivista. Ha incoraggiato l'apprendimento attraverso la sperimentazione, l'uso pratico e la discussione comunitaria. Mentre era redattrice di The American Archivist, enfatizzò le questioni tecniche piuttosto che quelle accademiche, ritenendo che i documenti d'archivio fossero utili in modi diversi dalla ricerca accademica.

## Su Internet

### Archivi 2.0
Gli archivisti, come i bibliotecari, stanno sfruttando le tecnologie Web 2.0 come blog, wiki, così come l'open access e le filosofie open source. Gli archivi 2.0, per estensione, sono più un archivio online partecipativo che un'entità consolidata fedele alla forma, sebbene siano rimasti notevolmente indietro rispetto al Web 2.0 nell'accettazione generale da parte degli stessi archivisti. Sebbene Archivi 2.0 possa riferirsi all’implementazione di nuove tecnologie, è anche un modo di interagire con gli archivi nel tentativo di promuovere l’apertura e la flessibilità dei materiali d’archivio. Ciò può essere ottenuto attraverso la partecipazione della comunità agli archivi, attraverso l’impegno attivo degli archivisti con le loro collezioni e la promozione dei vantaggi archivistici nel mondo moderno.
Kate Theimer scrive che per comprendere Archivi 2.0, è necessario confrontarlo con Archivi 1.0. Afferma che la sua rappresentazione degli Archivi 1.0 non è affatto esaustiva o pienamente comprensiva dell'ampiezza dell'esperienza archivistica. Di seguito è riportato un elenco di contrasti tra 1.0 e 2.0.
- "Aperto, non chiuso;
- Trasparente, non opaco;
- Centrato sull'utente, non centrato sul record;
- Facilitatore, non gatekeeper;
- Attirare nuovi utenti, non fare affidamento sugli utenti per trovarli;
- Standard condivisi, non pratiche localizzate;
- Metriche e misurazioni, non risultati “non misurabili”;
- Prodotti iterativi, non “perfetti”;
- Innovazione e flessibilità, non rispetto della tradizione;
- Esperto di tecnologia, non fobico della tecnologia;
- Valorizzazione del fare, non del sapere;
- Fiduciosi nel fare lobby per le risorse, non mendicanti esitanti."

Gli strumenti tecnologici degli Archivi 2.0 forniscono le piattaforme fondamentali per favorire il passaggio da 1.0 a 2.0. Quando si lavora in un archivio dedicato al sostegno degli standard 2.0, l'attenzione si è spostata sull'esperienza dell'utente in un archivio.

### Biblioteche Internet
Alcuni archivisti gestiscono biblioteche pubbliche accessibili su Internet. Gli esempi includono le biblioteche ombra illegali Library Genesis e Anna's Archive – la più grande biblioteca di libri dell'umanità – e Sci-Hub – la più grande biblioteca pubblica di articoli scientifici dell'umanità. I sostenitori di queste librerie hanno fatto uso delle tecnologie BitTorrent e IPFS per rendere questi siti decentralizzati, resilienti e incensurabili. Esistono anche altri progetti che, ad esempio, archiviano giochi digitali e li rendono accessibili via Internet o che mantengono accessibili i contenuti di siti Web defunti.
L'archivio pubblico più completo su Internet è l'Internet Archive che fornisce accesso pubblico gratuito a raccolte di materiali digitalizzati, inclusi siti Web (tramite Wayback Machine), applicazioni software/giochi, musica, film/video, immagini in movimento e libri. A settembre 2023, l'Internet Archive conteneva oltre 39 milioni di libri e testi, 13,6 milioni di film, video e programmi TV, 1 milione di programmi software, 15 milioni di file audio, 4,7 milioni di immagini e 840 miliardi di pagine web.